# 2021年フランス地域圏議会選挙
2021年フランス地域圏議会選挙（フランス語: Élections régionales françaises de 2021）は、2021年に行われたフランスの選挙である。
本土の12地域圏でいずれも現職議長が再選を果たし、7つの地域圏で右派の共和党系、5つの地域圏では左派の社会党系が勝利した、共和国前進は8つの地域圏で現職閣僚など独自の候補を立てて決選投票を争ったが、このうち7つの地域圏で得票率は最下位に終わった、国民連合は2015年の前回選挙に比べても各地域圏で得票率を落とした。